# Jason Bakke
Jason Bakke (Kloof, 11 december 1989) is een voormalig Zuid-Afrikaans wielrenner.

## Carrière
In november 2010 behaalde Bakke samen met Reinardt Janse van Rensburg en Luthando Kaka de zilveren medaille op het Afrikaanse kampioenschap ploegentijdrijden. Een week later stond hij aan de start van de Ronde van Rwanda, waar hij in de vijfde etappe naar de derde plaats reed. Een dag later wist hij de etappe te winnen door de winnaar van de dag ervoor, Ferekalsi Debesay, naar de tweede plaats te verwijzen. In het algemeen klassement eindigde Bakke op de zestiende plaats.

## Overwinningen
2010
6e etappe Ronde van Rwanda

## Ploegen
- 2008 –  House of Paint
- 2009 –  House of Paint
- 2011 –  Team Bonitas
- 2012 –  Team Bonitas
- 2013 –  La Pomme Marseille

Bakke · Ball · Baxter · Brown · Edwards · Funnell · Kachelhoffer · Pepper
Bakke · Combrinck · Day · Jim · Kachelhoffer · Kaka · Lange · Lill · McDonald · Rabie · Woolcock